# Helodon czenkanowskii
Helodon czenkanowskii är en tvåvingeart som först beskrevs av Rubtsov 1956.  Helodon czenkanowskii ingår i släktet Helodon och familjen knott. Inga underarter finns listade i Catalogue of Life.